# Jerko Čehovin
Jerko Čehovin, slovenski podjetnik in politik, * 10. december 1946.
Čehovin, upokojenec in predsednik ZZV NOB Postojna, je trenutno kot član Pozitivne Slovenije poslanec Državnega zbora Republike Slovenije.